# Mechanolamarkizm
Mechanolamarkizm – kierunek neolamarkistyczny, któremu początek dał Eimer publikując w 1888 r. pracę O powstawaniu gatunków w wyniku dziedziczenia nabytych właściwości, nabywanych zgodnie z prawami wzrostu organicznego (Die Entstehung der Arten ....). Swoje poglądy doprecyzował w Otogenezie u motyli (Orthogenesis der Schmetterlinge... - 1897), gdzie przedstawił (w swoim rozumieniu) dowody braku decydującej roli doboru naturalnego w ewolucji biologicznej.
W swojej teorii Eimer odrzuca dokonany przez Nägeliego podział plazmy na idioplazmę i stereoplazmę. Przyjmuje jednak, że najważniejszą częścią komórki jest jądro odpowiedzialne za recepcję zmian zachodzących w otoczeniu organizmu pod wpływem czynników środowiska. Dziedziczenie, proces filogenezy oraz rozwój (ontogeneza) mają jednolity charakter fizykochemiczny analogiczny do procesów krystalizacji minerałów (każdy ma specyficzne właściwości i specyficzny układ krystalizacji wynikający z jego indywidualnej natury). Jądro wpływa na plazmę a ta decyduje o tym, co rozwinie się z jaja. Z jaja żaby rozwinie się żaba, bo cytoplazma jej komórek ma tylko takie możliwości wynikłe z całej przeszłości (filogenezy). Uzyskany efekt jest w pełni mechaniczno-deterministyczną konsekwencją przeszłości (filogenezy), stąd też wywodzi się nazwa kierunku. W toku rozwoju osobniczego organizm podlega dziedzicznemu działaniu środowiska. Nie jest to zmienność dowolna (jak mówią darwiniści), ale zmienność ograniczona osiągniętym etapem rozwoju cytoplazmy (czynnik konstytucyjny). W konsekwencji rozwój jest jednokierunkowy to znaczy ortogenetyczny. 
Nowe gatunki powstają w sytuacji, gdy wyjściowy gatunek ma szeroki zasięg. Poszczególne osobniki na krańcach zasięgu podlegają wtedy innym czynnikom środowiska. Zdarza się, że te czynniki w jednym środowisku hamują/intensyfikują zmiany cytoplazmy a w innym nie. W konsekwencji powstają różnice tempa przemian a w konsekwencji nowe gatunki. Proces ten Eimer nazywa genepistazją (zobacz: specjacja). 
Jako przykład i dowód występowania ortogenezy Eimer podaje gradację koloru występującą u niektórych gatunków motyli i gekonów. Różnorodność natężenia barw (związana z podłożem i eliminacją osobników zbyt kontrastowych) ma być dowodem na różny u tych osobników poziom rozwoju filogenetycznego a równocześnie potwierdzeniem zjawiska ortogenezy (barwy można ułożyć od najmniej do najbardziej intensywnych).